# Стив Вознијак
Стивен Гари Вознијак (енгл. Stephen Gary Wozniak; Сан Хозе, 11. август 1950) је амерички рачунарски инжењер и саоснивач компаније Епл заједно са Стивом Џобсом. Најпознатији је по дизајнирању и изради прототипова рачунара Apple I и Apple II, практично без ичије помоћи. Кроз свој рад у Еплу 1970-их и 1980-их, он је широко признат као један од најистакнутијих пионира револуције персоналних рачунара.
Године 1975, Вознијак је почео да развија Епл  I у рачунар који је покренуо Епл када су он и Џобс први пут почели да га продају следеће године. Он је првенствено дизајнирао Епл II, представљен 1977. године, познат као један од првих веома успешних масовно произведених микрорачунара, док је Џобс надгледао развој његовог пластичног кућишта, а рани инжењер компаније Епл Род Холт развио је његово прекидачко напајање. Са стручњаком за човек-рачунар интерфејс Џефом Раскином, Вознијак је имао велики утицај на почетни развој оригиналних Епл Макинтош концепата од 1979. до 1981. године, када је Џобс преузео пројекат након Вознијаковог кратког одласка из компаније због трауматичне авионске несреће. Након што је трајно напустио Епл 1985. године, Вознијак је основао CL 9 и створио први програмабилни универзални даљински управљач, објављен 1987. Затим је наставио са неколико других послова и филантропских подухвата током своје каријере, фокусирајући се углавном на технологију у К–12 школама.
Од фебруара 2020, Вознијак је остао службеник Епла у церемонијалном својству откако је поднео оставку 1985. године. Последњих година помогао је у финансирању више предузетничких напора који се баве областима као што су телекомуникације, флеш меморија, технологије и конвенције поп културе, екологија, сателити, техничко образовање и још много тога.
Вознијак је, заједно са супругом, у децембру 2023. године добио српски пасош и држављанство. Изјавио је да ће тиме постати „Србин који живи у Америци”.

## Детињство и младост
Рођен је 11. августа 1950. у Сан Хозеу, Калифорнија, САД, од мајке Маргарет Вознијак и оца Френсиса Вознијака (инжењера код фирме Локид и других). Од раних дана је показивао интерес према техници и електроници, и побјеђивао је на многим школским такмичењима из науке, често презентујући своје властите конструкције.
Са шест година саставља први кристални радио-пријемник, са 11 или 12 година заједно са пријатељима прави интерком систем између кућа у улици, у шестом разреду основне школе постаје аматерски радио-оператор. У осмом разреду израђује 10-битни бинарни сабирач и одузимач са транзисторима (100) и диодама (200) који су сачињавали логичке елементе. По његовим ријечима, то је био први корак према градњи правог рачунара о којем је стално размишљао.
На почетку средње школе први пут је имао контакт са рачунаром у фирми Силванија, пишући програме у језику фортран. Ту је дошао и до комплетног приручника за рачунар ПДП-8, који је прочитао и почео да дизајнира рачунар ПДП-8 на папиру, стално га побољшавајући, и користећи све мање и мање дијелова. Ово усавршавање му је постала стална особина, коју је користио у свим каснијим пројектима.

## Студије
На колеџу израђује ометач телевизора и стално се усавршава у дизајнирању рачунара на папиру. Његови дизајни користе мање чипова од оригинала и знатно су ефикаснији. Постаје противник рата у Вијетнаму, сумња у власт и избјегава мобилизацију.
Око 1970. године прави први рачунар са пријатељем Билом Фернандезом. Назвали су га „Крем сода рачунар“ (Cream Soda Computer), са 256 бајтова RAM меморије. Користио је обичне логичке чипове, јер микропроцесори још нису постојали. Преко Фернандеза упознаје Стива Џобса.
Са Џобсом израђује и продаје илегалне „плаве кутије“, које су омогућавале бесплатно звање удаљених телефонских корисника. Радиле су на принципу емитовања посебних фреквенција, које би преузеле телефонску линију и омогућиле позиве.

## Хјулет-Пакард и први Епл рачунари
Почетком 1973. године добија посао у фирми Хјулет-Пакард као дизајнер калкулатора.
У слободно вријеме развија унапријеђену игру Понг са једним играчем за фирму Атари, коју зове Брејкаут (Breakout).
Средином 1970-их се укључује у Аматерски рачунарски клуб (Homebrew Computer Club) који се састајао у гаражи Гордона Френча у Менло Парку. Та група је радила и давала предавања на разним рачунарима, између осталих на Алтаиру 8800. Вознијак први пут сазнаје о микропроцесорима (Интел 8008) и долази до спознаје да су они прави пут за стварање личног рачунара.
Одлучио сам ту и тада да имам прилику да направим комплетан рачунар који сам увијек хтио. Треба ми само било који микропроцесор и моћи ћу да направим јако мали рачунар на којем могу да пишем програме. Програме као игре и симулације које сам писао на послу. Могућности су неограничене. И не морам да купим Алтаир да бих то направио. Ја ћу га дизајнирати потпуно сам. Те ноћи, ноћи првог састанка групе, читава визија личног рачунара је једноставно ушла у моју главу. Све одједном. Само тако.
Те ноћи је почео да прави планове за Apple I рачунар. Одлучио је да комбинује тастатуру и монитор, добијајући тако много бољи начин интеракције са рачунаром од пређашњих прекидача и свјетала. Apple I се зато сматра првим личним рачунаром који је имао такву напредну конфигурацију.
Apple I је имао 6502 микропроцесор, тастатуру, кућиште од дрвета и црно-бијелу графику са 8 килобајта RAM меморије. Вознијак је развио и Бејсик преводилац (интерпретер) за Apple I. Приказао је рачунар на састанку рачунарског клуба у марту 1976. године.
Да би успјешније продавали рачунар, Џобс и Вознијак оснивају компанију Епл, која продаје неколико стотина Apple I рачунара локалним рачунарским продавницама (без монитора и напајања). Вознијак напушта Хјулет-Пакард и посвећује се дизајну много бољег рачунара који ће постати познат под именом Apple II.
Apple II има од почетка стално спремиште података (прикључак за касетофон), видео-сигнал у боји, звук, јединствену, бржу и бољу RAM меморију за програме и видео и кућиште од пластике специјално направљено за рачунар. Такође је имао Бејсик интерпретер уписан у РОМ меморију, па је Бејсик био доступан одмах по укључењу рачунара. Све је ово (осим кућишта) Вознијак развио сам.
Почетком 1977. године компанија Епл је службено инкорпорисана и продаја Apple II модела је почела да расте великом брзином. На наговор Мајка Маркуле, Вознијак ствара убрзо и први дискетну јединицу за Apple II, за само 14 дана. Тако Apple II први од личних рачунара има релативно јефтину диск јединицу, што даље учвршћује његов водећи положај на тржишту.

## Послије 1980.
Вознијак остаје да ради као инжењер у компанији Епл, али против његове воље комитет фирме дизајнира Apple III рачунар, који се показује као потпуни промашај. То, лични проблеми и несугласице у Еплу о развоју фирме узрокују да се он све више удаљава од фирме. С друге стране, финансијска сигурност му омогућује да се посвети разним дјелатностима — организује концерте, даје предавања и бави се друштвеним радом.
Такође ради на првом универзалном програмибилном даљинском управљачу да замијени читав сет управљача за постојеће телевизоре, видеорекордере итд. Због тога службено напушта Епл и оснива своју компанију ЦЛ9 у фебруару 1985. године. До 1988. године фирма је продана и Вознијак наставља рад на другим пројектима.

## Лични живот
Био је ожењен 4 пута, тренутно је са четвртом женом Џенет Хил (Janet Hill) од 2008.
Пријашње жене су му Алис Робертсон (1976—1980), Кендис Кларк (1981—1987) и Сузан Малкерн (1990—2004). Има троје дјеце с другом женом Кендис Кларк.
Председник Србије Александар Вучић је 6. децембра 2023. године изјавио да ће суоснивач компаније Епл Стив Вознијак и његова супруга добити пасоше и држављанство Србије. Оценио је да је то за Србију „највећа могућа част”, као и да сада „можемо да се хвалимо да је компјутерски геније Србин”.
Стив Вознијак је истакао ће тако постати „Србин који живи у Америци”, као и да жели да буде „део промовисања Србије и њених интереса до краја живота”.
Пошто је Вознијак држављанство добио у току предизборне кампање за парламентарне изборе у Србији, овај потез је наишао на неодобравање опозиционих странака, уз оцену да се ради о плаћеној промотивној активности, што је премијерка Ана Брнабић одбацила тврдећи да Вознијаку „нико није платио”. Председник државе Вучић изнео је исти став, додајући да је Вознијак сам платио своју карту, као и да има довољно новца, а који „улаже у добротворне сврхе”. Вознијак је истакао да је у Србију дошао на позив српског тенисера Јанка Типсаревића, који је, како тврди Вознијак, видео да су он и супруга „заинтересовани за овај део света, директно и за Србију”.

### Фотографије
- Edwards, Jim (December 26, 2013). "These Pictures Of Apple's First Employees Are Absolutely Wonderful", Business Insider
- "Macintosh creators rekindle the 'Twiggy Mac'". CNET
- "Twiggy Lives! At the Computer Museum: Happiness is a good friend – Woz and Rod Holt". The Twiggy Mac Pages